# Wiesław Fijałkowski (amerykanista)

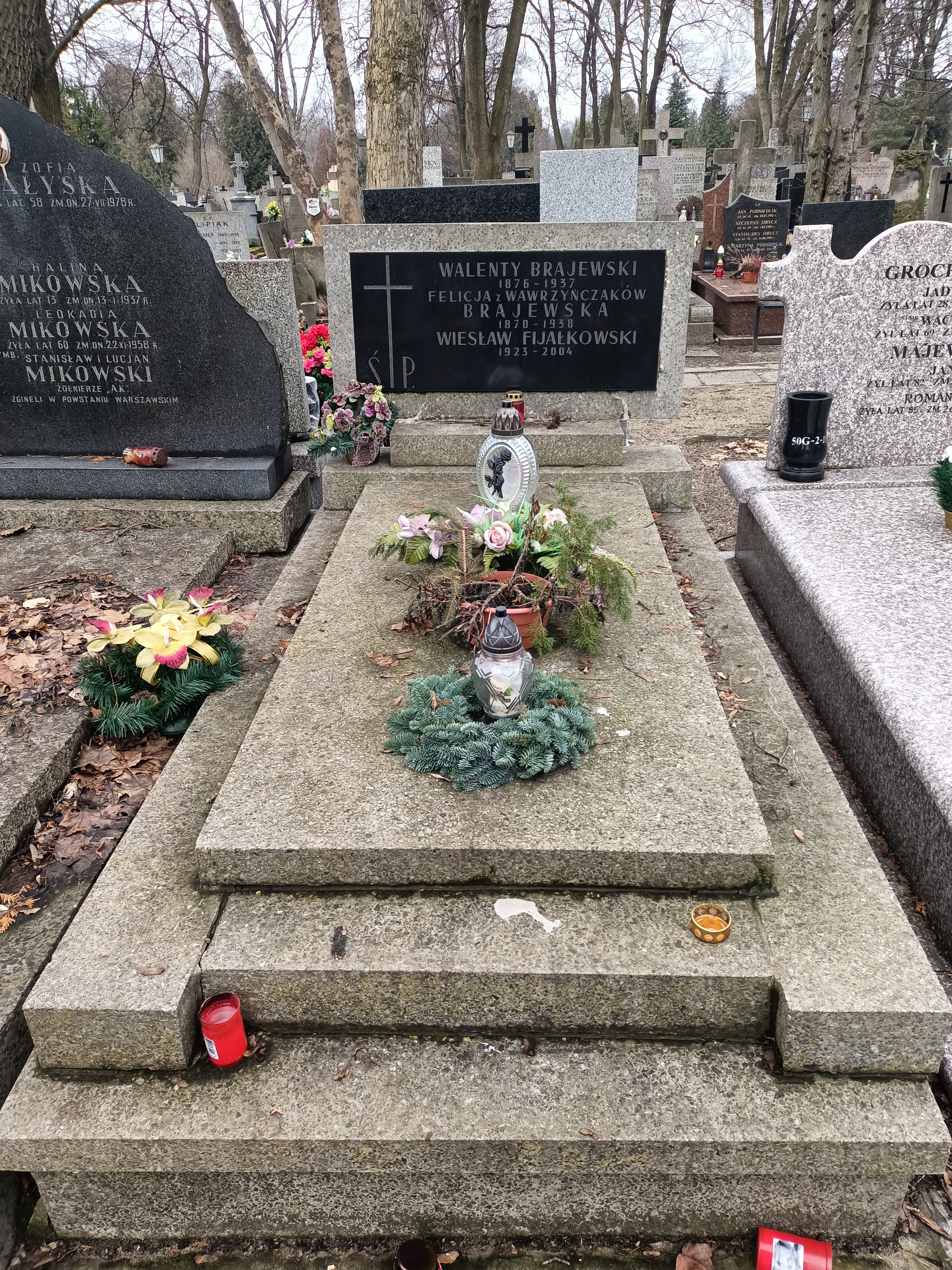
Nagrobek amerykanisty Wiesława Fijałkowskiego na Cmentarzu Bródnowskim w Warszawie

Wiesław Fijałkowski (ur. 29 maja 1923 w Warszawie, zm. 7 grudnia 2004 tamże) – polski dziennikarz i publicysta zajmujący się tematyką obu Ameryk.

## Życiorys
Członek Stowarzyszenia Dziennikarzy Polskich. Dziennikarz telewizji warszawskiej – w latach 60. XX wieku pracował m.in. przy redagowaniu cotygodniowego programu „Światowid” (Rozpoczynałem karierę telewizyjną pracą przy redagowaniu magazynu międzynarodowego „Światowid”). Autor kilkunastu książek, w większości dotyczących burzliwych dziejów Ameryki, ze szczególnym uwzględnieniem historii Stanów Zjednoczonych jako mocarstwa, które powstało w wyniku walk prowadzonych z udziałem Polaków. Są to prace popularnonaukowe o tematyce historycznej oraz powieści historyczne, a także utwory sceniczne dla Teatru Polskiego Radia. Przedmiotem zainteresowań Wiesława Fijałkowskiego jako amerykanisty był także wkład Polonii w rozwój amerykańskiej gospodarki i kultury. Poza tematykę amerykańską wykraczają takie prace jak: „Gdzie pieprz rośnie” (1969), „Ucieczka do wolności” (1972), „Wszystko o... Kanał Sueski” (1978), „Wiele krajów – jeden znak” (1983), „Śladami Józefa Bema” (1988) oraz filmy dokumentalne. Publikacje Wiesława Fijałkowskiego są bogato ilustrowane, napisane lekkim i barwnym językiem, przystępnym dla szerokiego kręgu odbiorców, w tym także dla młodzieży. Książka „Z dziejów Ameryki Środkowej XVI-XIX w.” (1988) jest rekomendowana przez wydawnictwo jako książka pomocnicza dla ucznia.
W książce „Żołnierz samotnej gwiazdy” (1971) autor w następujący sposób opisuje krajobraz po wycofaniu się Amerykanów w czasie wojny amerykańsko-meksykańskiej: W Monterrey pozostały ciała zabitych żołnierzy w ciemnobłękitnych mundurach i błąkające się echa pieśni. Jej pierwsze słowa wymawiane z hiszpańska „gringo” przeleciały przez Meksyk, a później przez całą Amerykę Łacińską, stając się synonimem nienawistnych i zaborczych Anglosasów. Maszerujący żołnierze śpiewali piosenkę „Zieleni się trawka” („Green grow the grass”). Przypuszczalnie przez tę sytuację słowo gringo stało się pogardliwym określeniem mieszkańca Stanów Zjednoczonych.
W dziedzinie współpracy z Polonią Węgierską Wiesław Fijałkowski zapisał się jako autor i współtwórca „Głosu Polonii” oraz filmu „W gościnie u Węgrów”. Pierwsza projekcja tego filmu odbyła się w Budapeszcie we wrześniu 1980 roku. Pochowani na cmentarzu Bródnowskim w Warszawie (kwatera 50G-2-12).

## Twórczość

### Książki
1. 1965 – Awantury karaibskie, wyd. Książka i Wiedza
2. 1965 – Gdzie pieprz rośnie, wyd. Biuro Wydawnicze „Ruch”, wyd. II 1969
3. 1966 – Złota droga, wyd. MON
4. 1970 – Wuj Sam tyje, wyd. Książka i Wiedza, wyd. II 1971
5. 1971 – Żołnierz samotnej gwiazdy, wyd. Nasza Księgarnia, wyd. II 1989
6. 1972 – Ucieczka do wolności, wyd. MON
7. 1975 – Gwiazdy północy i południa, wyd. Nasza Księgarnia
8. 1978 – Polacy i ich potomkowie w historii Stanów Zjednoczonych Ameryki, wyd. Wydawnictwa Szkolne i Pedagogiczne
9. 1978 – Wszystko o... Kanał Sueski, wyd. Krajowa Agencja Wydawnicza
10. 1979 – Panama i znaczki, wyd. Krajowa Agencja Wydawnicza
11. 1983 – Wiele krajów – jeden znak, wyd. Krajowa Agencja Wydawnicza
12. 1986 – Strzały pod wulkanami, wyd. MON
13. 1988 – Z dziejów Ameryki Środkowej XVI-XIX w., wyd. Wydawnictwa Szkolne i Pedagogiczne
14. 1988 – Śladami Józefa Bema, wyd. MON

### Filmy dokumentalne
1. 1978 – Białogon – fabryka tysiąclecia, prod. Centralna Wytwórnia Programów i Filmów Telewizyjnych Poltel
2. 1979 – Czerwony krzyż na pocztowym znaczku, prod. Wytwórnia Filmów Dokumentalnych (Warszawa)
3. 1984 – Bem, prod. Magyar Televizio, Centralna Wytwórnia Programów i Filmów Telewizyjnych Poltel, Satelfilm GmbH

### Utwory sceniczne
1. 1981 – Od Olszynki Grochowskiej do Gettysburga, Teatr Polskiego Radia